# Едрік Дикий
Едрік Дикий (англ. Eadric the Wild) - англо-саксонський землевласник, один з очільників спротиву англійців норманському завоюванню протягом 1068-1070 років.
Після завоювання Англії армією Вільгельма Завойовника, Едрік відмовився присягнути тому, тож потрапив під удар норманських військ під командою Річарда фітц Скроба, що базувались у замку Херефорд. Уклавши союз із принцом уельських королівств Гвінет та Повіс Бледіном ап Кинфіном та його братом Ривалоном, Едрік безуспішно атакував Херефорд у 1067 році. Після невдалої атаки, повстанці відійшли до Уельсу, щоб підготуватись до нових нападів. У 1069-1070 роках, коли Англією прокотилася хвиля протинорманських повстань, сили Едріка спалили місто Шрюзбері та безуспішно тримали облогу замку Шрюзбері, цього разу вони були підтримані не тільки своїми старими уельськими союзниками, але й іншими англійськими повстанцями з Чеширу.
Імовірно, це їх об'єднані сили були вщент розгромлені Вільгельмом у бою біля міста Стаффорд наприкінці 1069 року. Принаймні, є свідчення, що Едрік присягнув королю Вільгельму у 1070 році та пізніше брав участь у вторгненні вільгельмових військ у Шотландію у 1072 році. За іншими джерелами, він був захоплений Ранульфом де Мортімером після тривалого бою, та переданий королю на пожиттєве ув'язнення, частина його земель була потім успадкована Вігморським абатством.